# San Giovanni d'Asso
San Giovanni d'Asso é uma comuna italiana da região da Toscana, província de Siena, com cerca de 903 habitantes. Estende-se por uma área de 66 km², tendo uma densidade populacional de 14 hab/km². Faz fronteira com Asciano, Buonconvento, Montalcino, Pienza, San Quirico d'Orcia, Trequanda.

## Demografia
| Variação demográfica do município entre 1861 e 2011                               |
|                                                                                   |
| Fonte: Istituto Nazionale di Statistica (ISTAT) - Elaboração gráfica da Wikipedia |